# Helina cothurnata
Helina cothurnata är en tvåvingeart som först beskrevs av Camillo Rondani 1866.  Helina cothurnata ingår i släktet Helina och familjen husflugor. Arten är reproducerande i Sverige. Inga underarter finns listade i Catalogue of Life.